# یامازاکی آنسای
یامازاکی آنسای (به ژاپنی: 山崎 闇斎 Yamazaki Ansai)؛ ۲۴ ژانویه ۱۶۱۹ – سپتامبر ۱۶، ۱۶۸۲) فیلسوف اهل ژاپن بود.